# 和顺站
和顺站位于福建省南平市邵武市，建于1956年。距鹰潭站127公里，距厦门站567公里。现为四等站。客运办理旅客乘降，不办理行李包裹托运，货运办理整车货物发到。